# Joseph Nzobandora
Joseph Nzobandora - Jose, slovenski raper, igralec, glasbenik, dramaturg, plesalec; *8. november 1978, Ljubljana.
Rodil se je v Ljubljani, slovenski materi in burundijskem očetu, ki je v Slovenijo prišel na študij metalurgije. Ima enega starejšega in enega mlajšega brata. Obiskoval je Škofijsko klasično gimnazijo v Ljubljani, kjer se je začel aktivno ukvarjati z rapom. Nato se je vpisal na Pravno fakulteto in tam diplomiral. Opravil je tudi  pravosodni izpit in delal na sodišču, kasneje pa se je posvetil le gledališču in glasbi.

## Glasbena in gledališka kariera
S takratnim sošolcem Markom Gregorčičem (znanim pod nadimkom Murat) je začel ustvarjati glasbo že na gimnaziji v skupini Captamur, bolj resno pa sta se glasbi posvetila  po koncu srednje šole. Skupaj z Nikolovskim in DJ Maestrom sta ustanovila hip hop skupino Nedotakljivi, kasneje pa ustanovila reperski duo Murat & Jose; dvojec je svoj prvi album V besedi je moč izdal leta 2002. Leta 2015 je ustanovil Gledališče MalihVelikih, v katerem ustvarjajo predstave za otroke in odrasle. Kot dramaturg, pevec in plesalec sodeluje v plesnih predstavah. Od avgusta 2022 je član igralskega ansambla Mestnega gledališča ljubljanskega.